# Eugene Zádor

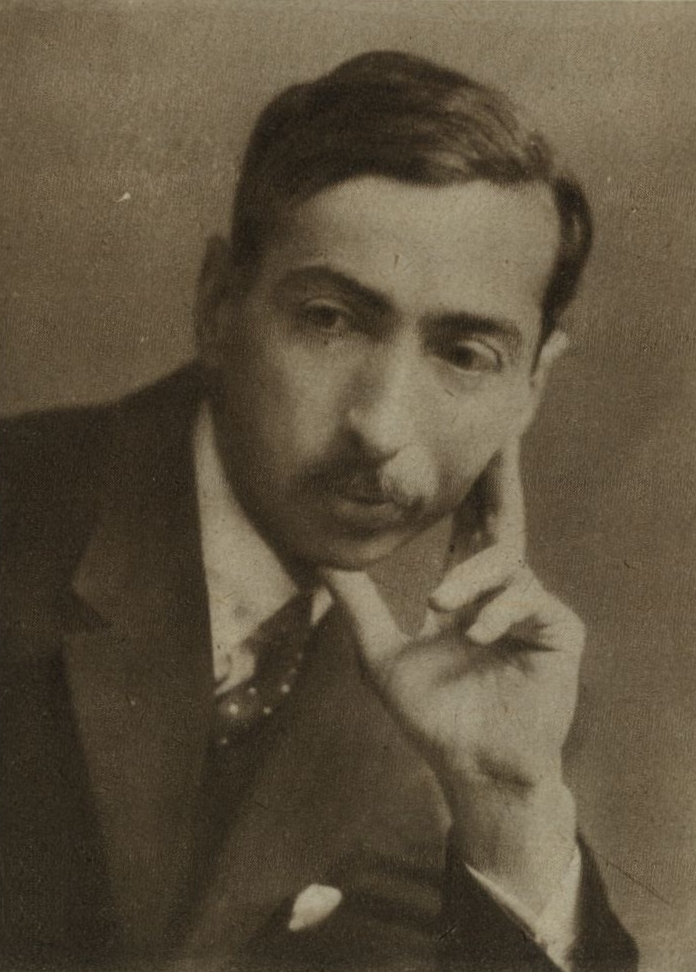
Eugene Zádor (1894–1977)

Eugene Zádor (* 5. November 1894 in Bátaszék, Österreich-Ungarn als Jenő Zádor; † 4. April 1977 in Hollywood, Kalifornien) war ein ungarisch-amerikanischer Komponist.

## Leben
Eugene Zádor wurde als Jenő Zádor in Bátaszék geboren. Seine Eltern waren Paula Biermann und József Zádor; der ursprüngliche Name Zucker wurde im Zuge der Magyarisierung deutscher bzw. jüdischer Namen geändert.
Er studierte u. a. an der damaligen Wiener Musikakademie Komposition bei Richard Heuberger sowie in Leipzig bei Max Reger und an der Universität Münster Musikwissenschaft bei Fritz Volbach. Im Jahre 1921 erhielt er sein Doktorat mit einer Dissertation zum Thema Wesen und Form der symphonischen Dichtung von Liszt bis Strauss. Ab demselben Jahr unterrichtete er selbst Komposition und Instrumentation am Neuen Wiener Konservatorium und später an der Musikakademie Budapest. Nach dem „Anschluss Österreichs“ an das Deutsche Reich floh Zádor zunächst im März 1938 zurück in seine Heimat. Aufgrund der zunehmenden Erschwernis der Lebens- und Arbeitsbedingungen für jüdische Bürger auch in Ungarn emigrierte er 1939 in die USA, wo er bald in der Musikabteilung von Metro-Goldwyn-Mayer (MGM) tätig wurde. Er komponierte – zum Teil anonym – Musik für mehrere Filme, wirkte aber vor allem als Orchestrator für prominentere Komponistenkollegen, darunter insbesondere seinen ungarischen Landsmann Miklós Rózsa. Er betrachtete diese Arbeiten primär als Verdienstmöglichkeit und Lehrstücke für seine eigenen Werke.
Vor allem die Stücke aus seiner europäischen Zeit gerieten in Zádors späteren Jahren weitgehend in Vergessenheit und wurden erst seit der Jahrtausendwende wiederentdeckt, international aufgeführt und für Tonträger eingespielt. Stilistisch lässt sich die stets in erweiterter Tonalität gehaltene Musik in einem Feld zwischen der deutschen bzw. ungarischen Spätromantik von Reger, Richard Strauss und Ernst von Dohnányi über Elemente ungarischer Volksmusik bis zu seinen US-amerikanischen Zeitgenossen wie Samuel Barber, William Schuman, David Diamond und Howard Hanson verorten. Zu Zádors Hauptwerken zählen mehrere Opern sowie eine Vielzahl an Stücken für Orchester, unter denen insbesondere das Ungarische Capriccio, die  Variationen über ein ungarisches Volkslied, die u. a. in Wien unter der Leitung von Hans Knappertsbusch aufgeführte Tanzsymphonie und die Children's Symphony unmittelbar Anerkennung fanden und vielfach nachgespielt wurden.
Zádor lernte 1935 die Klavierstudentin Maria Steiner kennen, die er 1946 in Genf heiratete und mit der er die Kinder Leslie und Peggy hatte. Bis in seine letzten Jahre kompositorisch aktiv, starb Eugene Zádor am 4. April 1977 in Hollywood.

## Werke (Auswahl)

### Opern
- Der Revisor, nach Nikolai Gogol (1928; rev. 1971)
- X-mal Rembrandt, Libretto: Kamilla Palfy-Waniek (1929/30)
- Dornröschens Erwachen, Libretto: Kamilla Palfy-Waniek (1931)
- Azra, Libretto: Viktor Géza Lányi und Ernő Szép (1936)
- Christoph Columbus, Libretto: Erzherzog Josef Franz (1939; rev. 1970)
- The Virgin and the Fawn, Libretto: Basil Swift (1964/65)
- The Magic Chair, Libretto: George Jellinek (1965/66)
- The Scarlet Mill, Libretto: George Jellinek (1967)
- Yehu. A Christmas Legend, Libretto: Anna Egyud (1974)

### Solostimmen/Chor und Instrumente oder Orchester
- The Judgement, Text: Patrick Mahoney (1974)
- Song of the Nymph Called Echo, Text: Anna Egyud (1975)
- Cain. Melodram, nach einem Gedicht von Rupert Hughes (1976)

### Orchesterwerke
- Variationen über ein ungarisches Volkslied (1919)
- Rhapsodie (1930)
- Sinfonia Technica (1931)
- Rondo (1933)
- Ungarisches Capriccio (1935)
- Tanzsymphonie (1936/37)
- Csárdás Rhapsody (1939)
- A Biblical Triptych (1943)
- Divertimento for Strings (1954)
- Elegie and Dance (1954)
- Divertimento for Strings (1955)
- Children's Symphony (1960)
- Christmas Overture (1961)
- Rhapsody for Orchestra (1961)
- Festival Overture (1963/64)
- Variations on a Merry Theme (1964)
- Five Contrasts (1965)
- Dance Overture (1965)
- Concerto for Trombone and Orchestra (1966)
- Rhapsody for Cimbalom and Orchestra (1969)
- Studies for Orchestra (1969/70)
- Fantasia Hungarica for Contrabass and Orchestra (1970)
- Concerto for Oboe and String Orchestra (1975)
- Hungarian Scherzo (1975)

### Kammermusik
- Suite for Brass Instruments (1961)
- Suite for 8 Celli (1966)
- Brass Quintet (1973)

Außerdem Filmmusik, Instrumentalduos, Solowerke, Chorsätze, Lieder, Bearbeitungen von Werken anderer Komponisten

## CD-Diskographie (Auswahl)
- Christoph Columbus / Studies for Orchestra – Solisten, American Symphony Orchestra, László Halász; Westfälisches Symphonieorchester, Paul Freeman (Cambria, 1999)
- Ungarisches Capriccio – Philadelphia Orchestra, Eugene Ormandy (Biddulph, 2006)
- Orchesterwerke Vol. 1: Children’s Symphonie / Aria and Allegro / Ungarisches Capriccio / Csárdás Rhapsody – Budapester Symphonieorchester MÁV, Mariusz Smolij (Naxos 2012)
- Orchesterwerke Vol. 2: Studies for Orchestra / Elegie and Dance / Divertimento for Strings / Concerto for Oboe and String Orchestra – Budapester Symphonieorchester MÁV, Mariusz Smolij (Naxos 2013)
- Orchesterwerke Vol. 3: Festival Overture / Variationen über ein ungarisches Volkslied / Tanzsymphonie – Budapester Symphonieorchester MÁV, Mariusz Smolij (Naxos 2016)
- Orchesterwerke Vol. 4: A Biblical Triptych / Christmas Overture / Rhapsodie / Fugue Fantasia – Budapester Symphonieorchester MÁV, Mariusz Smolij (Naxos 2016)
- Orchesterwerke Vol. 5: Dance Ouverture / The Plains of Hungary (Elegie) / Fantasia Hungarica / Variations on a Merry Theme / Rhapsody for Cimbalom and Orchestra / Rhapsody for Orchestra – Budapester Symphonieorchester MÁV, Mariusz Smolij (Naxos 2018)
- Orchesterwerke Vol. 6: Tarantella – Scherzo / Music for Clarinet and Strings / Concerto for Trombone and Orchestra / In Memoriam / Sinfonia Technica – Budapester Symphonieorchester MÁV, Mariusz Smolij (Naxos 2020)
- Bagatellen in Jazz – Gottlieb Wallisch (Grand Piano 2021)
- Hungarian Scherzo / Suite for Horn, Strings and Percussion / Lullaby für Horn und Klavier (arr. für Horn und Streichorchester von Mariusz Smolij) / Kammerkonzert / Suite for 8 Celli / Celebration Music – Zoltán Szőke (Horn), Budapester Symphonieorchester MÁV, Mariusz Smolij (Naxos 2023)
- Accordion Concerto / Klavierquintett (Version für Klavier und Streichorchester) / Suite for Brass Instruments / Hungarian Fantasy (Version für Violine und Streichorchester) u. a. – Klaudiusz Baran (Akkordeon), Budapester Symphonieorchester MÁV, Mariusz Smolij (Naxos 2024)